# 彬乌伦
彬乌伦（發音：[pjɪ̀ɴ ʔú lwɪ̀ɴ]），另译彬伍伦，旧称Maymyo（汉译眉缪、眉苗、梅苗等），是缅甸曼德勒省一个风景秀丽的山城。坐落于掸邦高原，海拔1,007公尺，距离曼德勒以东约67（42英里）。
在英属缅甸时期，英国人留下了许多洋房和别墅，现部分已被富有的印度人购得。

## 历史

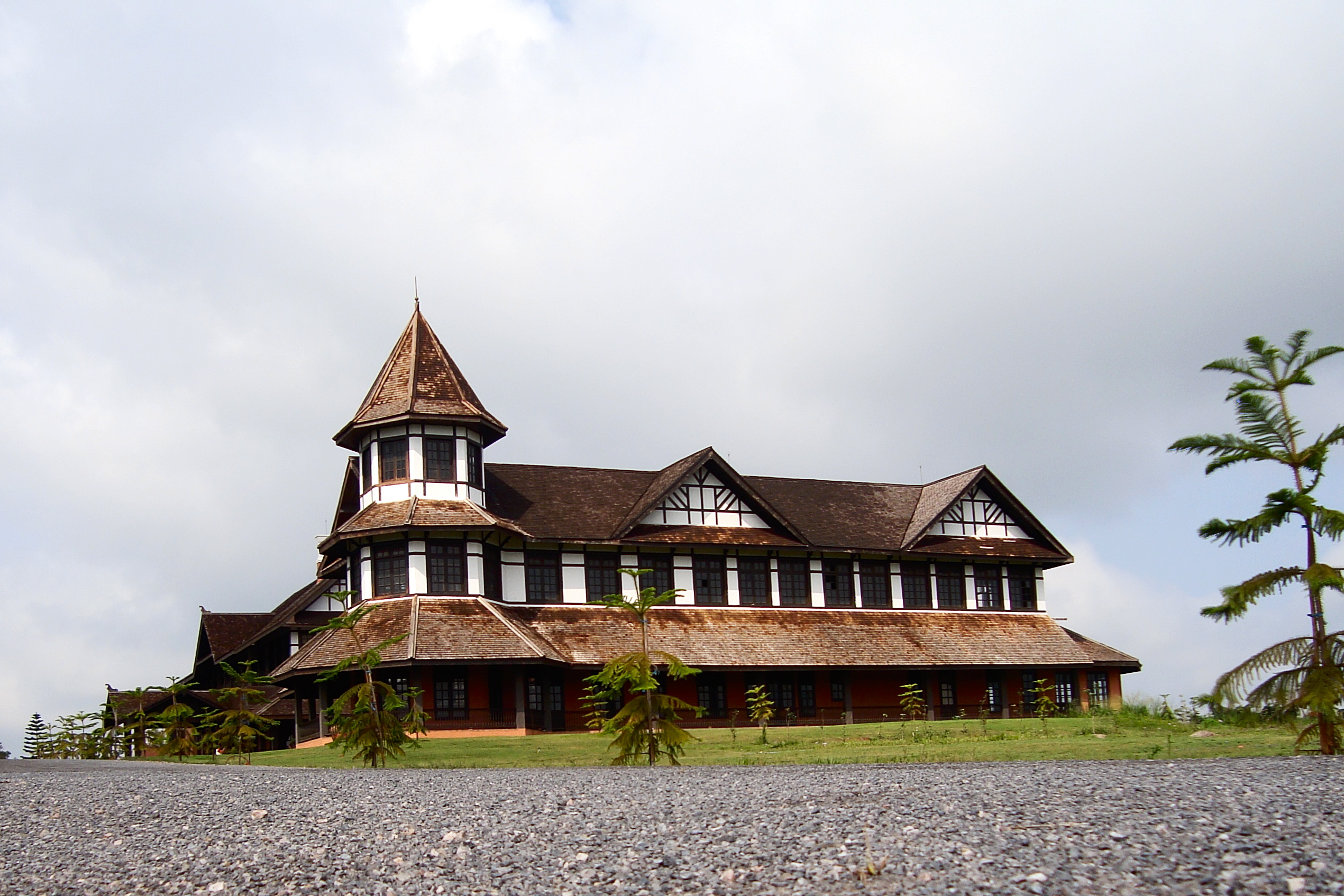
位于彬乌伦的英属缅甸总督之夏宫

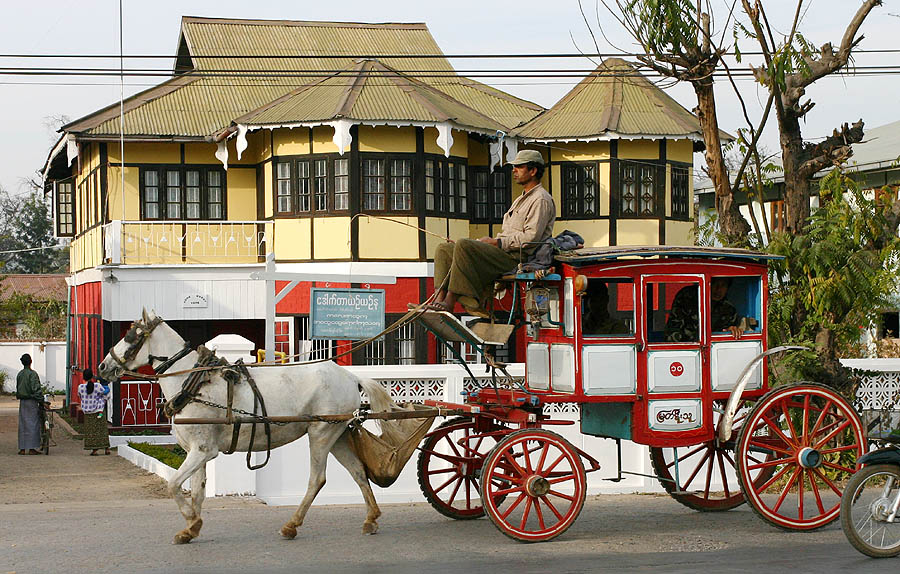
独特的马车和英国殖民时期的房屋使得该镇与众不同。

镇最开始作为一个屯堡建立在一个有二十几户人家的掸族小村寨旁。1896年，一个永久军事哨所建立在镇上，后来，以其怡人的气候成为了一个避暑地（hill station）和英属缅甸的夏都。在英国统治时期，镇上开始产生了一个英缅混血人群。在日本占领时期，日本忌惮本地英裔对英国统治者的忠诚，于是许多英裔人被集中到了眉缪及周边地区。英国人将这个小镇命名为Maymyo，在缅语中意为“May的镇”以纪念May上校（Colonel May）。May上校是印度民族起义的退伍军人和孟加拉军团的指挥官，他曾于1887年在此地短暂停留。缅甸军政府上台后将此地重命名为彬乌伦。

## 人口
该镇上大约有10,000名印度居民和8,000名廓尔喀居民，他们是英属缅甸的遗民。如今，镇上有一个兴旺的欧亚混血族群，大部分包括英缅混血和英印混血人种。也有许多其他少数民族，如华族、钦族、克钦族、克伦族和掸族等。

## 教育
在殖民地时期，眉缪是一个重要的教育中心，拥有许多政府英语中学，如圣玛丽学校、圣迈克尔学校、圣艾伯特学校和圣若瑟修道院等学校。英国殖民者和殖民地官员将他们的孩子送到这些学校就读。镇上还有一些向所有民族开放的军事学校。如今这里是Defence Services Academy和Defence Services of Technology Academy两所军事学院的所在地。

## 经济
毛衣编织，花卉与蔬菜园，草莓和菠萝果园，咖啡种植园和牛的饲养是该镇的主要产业。近年来镇上还涌入了许多中国移民（主要来自云南）。夏季是镇上的旅游旺季。

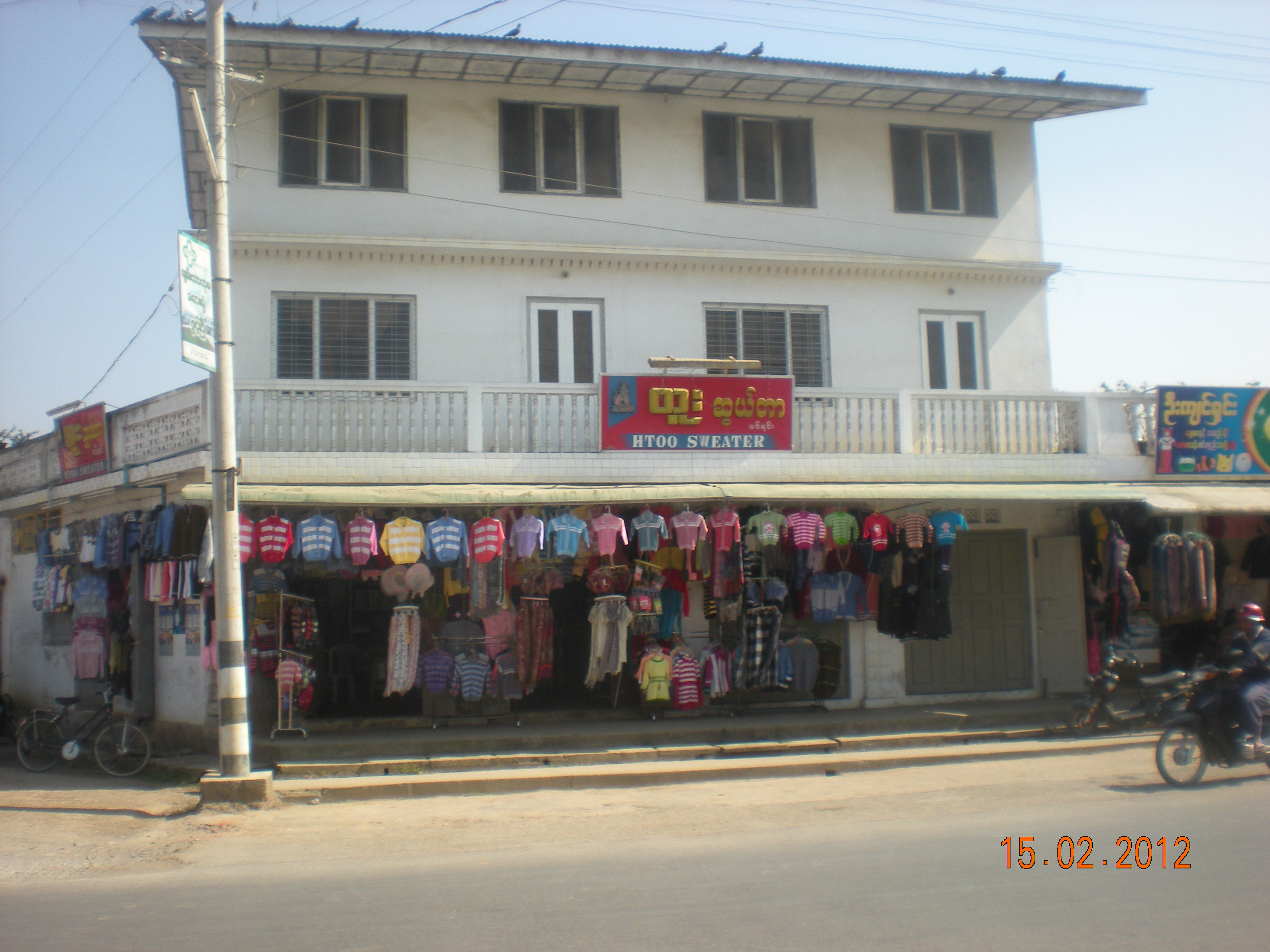
一个受欢迎的毛衣店

## 著名人物
- 阿兰·巴西尔·德·拉斯蒂克（英语：Alan Basil de Lastic）（1929年9月24日-2000年6月20日）：一名在印度布道的杰出天主教牧师。
- 都披耶（英语：Taw Phaya）王子（1924年3月22日-2019年1月12日）：缅甸末代国王锡袍的最长寿王子。[4]

## 外部連結
- Pyin Oo Lwin: Myanmar's Highland City of Flowers（页面存档备份，存于） pyinoolwin.info
- Maymyo Map — Satellite Images of Maymyo（页面存档备份，存于） Maplandia.com